# Jack the Ripper: The Final Solution
Jack the Ripper: The Final Solution (Jack l’Éventreur : La Solution Finale) est un livre écrit par Stephen Knight publié pour la première fois en 1976. Il propose une solution à cinq meurtres survenus dans le Londres victorien, imputés à un tueur en série non identifié connu sous le nom de « Jack l'Éventreur ».
Knight présente une théorie de conspiration élaborée impliquant la famille royale britannique, la franc-maçonnerie et le peintre Walter Sickert. Il conclut que les victimes sont assassinées pour dissimuler un mariage secret entre le deuxième héritier du trône, le prince Albert Victor, et Annie Elizabeth Crook, une jeune fille de la classe ouvrière. De nombreux faits contredisent la théorie de Knight, et sa principale source, Joseph Gorman (également connu sous le nom de Joseph Sickert), se rétracte plus tard l'histoire et admet à la presse qu'il s'agissait d'un canular.
La plupart des chercheurs rejettent cette théorie et la conclusion du livre est désormais largement discréditée. Néanmoins, le livre est populaire et connait un succès commercial, avec 20 éditions. Il sert de base au roman graphique From Hell et à son adaptation cinématographique, ainsi qu'à d'autres dramatisations, et influence des auteurs de romans policiers, tels que Patricia Cornwell et Anne Perry.

## Origines
Entre août et novembre 1888, au moins cinq meurtres brutaux sont commis dans le quartier de Whitechapel à Londres. Bien que Whitechapel soit un quartier pauvre et que la violence y soit courante, ces meurtres peuvent être liés au même tueur grâce à un modus operandi distinctif. Tous les meurtres ont lieu à quelques rues de distance, tard dans la nuit ou tôt le matin, et les victimes sont toutes des femmes dont la gorge est tranchée. Dans quatre cas, leurs corps sont mutilés, voire éviscérés. Les médias et la police ont reçu de nombreuses lettres et cartes postales prétendument écrites par le tueur, surnommé « Jack l'Éventreur » d'après l'un des signataires. La plupart des lettres de confession anonymes sont considérées comme des canulars par la police, mais l'une d'entre elles, connue sous le nom de lettre « From Hell », d'après une expression utilisée par l'auteur, est traitée plus sérieusement ; elle est envoyée avec une petite boîte contenant la moitié d'un rein humain conservé. On ne sait cependant pas si le rein provenait réellement de l'une des victimes ou s'il s'agissait d'un échantillon médical envoyé dans le cadre d'une blague macabre,,.

### Les revendications de Thomas Stowell
En 1970, le chirurgien britannique Thomas EA Stowell a publié un article intitulé « Jack l'Éventreur – Une solution ? » dans le numéro de novembre de The Criminologist. Dans l'article, Stowell suggère que l'Éventreur est un aristocrate qui avait contracté la syphilis lors d'une visite aux Antilles, que cela l'a rendu fou et que dans cet état d'esprit il a perpétré les cinq meurtres canoniques de Jack l'Éventreur. Bien que Stowell n'ait pas nommé directement son suspect dans l'article, il a décrit en détail la famille du suspect, son apparence physique et ses surnoms, qui pointaient tous vers le petit-fils de la reine Victoria, le prince Albert Victor,. Stowell a écrit qu'à la suite d'un double meurtre survenu le 30 Le 18 septembre 1888, son suspect est retenu par sa propre famille dans une institution du sud de l'Angleterre, mais s'échappa plus tard pour commettre un dernier meurtre le 9 septembre. Novembre avant de mourir finalement de la syphilis. Pour étayer sa théorie, Stowell a établi des comparaisons entre l'éviscération des femmes et l'éventration des cerfs abattus par l'aristocratie sur leurs domaines. Stowell a déclaré que ses informations provenaient des notes privées de Sir William Gull, un médecin réputé qui avait traité des membres de la famille royale. Stowell connaissait le gendre de Gull, Theodore Dyke Acland, et est l'exécuteur testamentaire d'Acland.

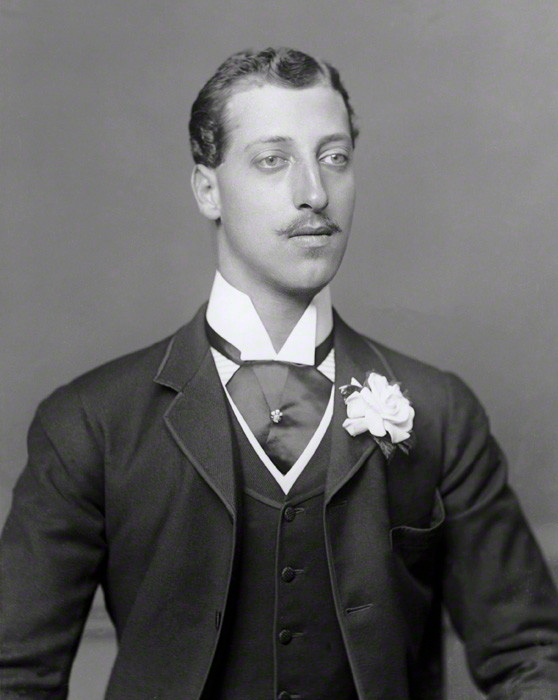
Prince Albert Victor, duc de Clarence et d'Avondale, vers 1888

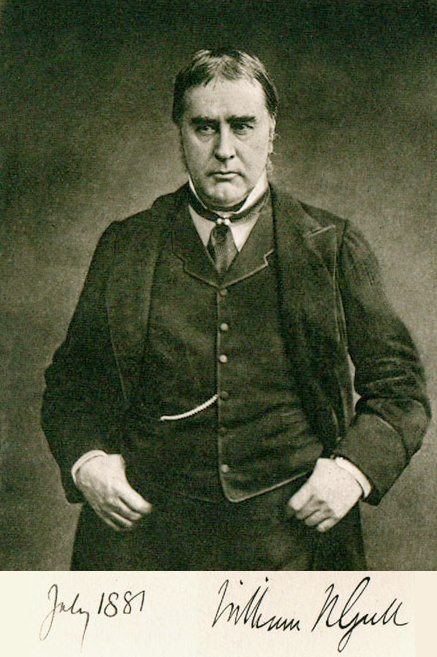
Sir William Gull est un médecin remarquable qui a pris sa retraite pour cause de mauvaise santé en 1887.

L'article de Stowell a attiré une attention intense,, et a placé Albert Victor parmi les suspects les plus notables de l'Éventreur, mais son innocence est rapidement prouvée. Gull est décédé avant Albert Victor et ne pouvait donc pas être au courant de la mort d'Albert Victor. Les trois médecins qui ont soigné Albert Victor lors de sa mort en 1892 ont convenu qu'il est mort d'une pneumonie et, compte tenu de l'échelle de temps de progression de la maladie syphilitique, il est hautement improbable qu'Albert Victor ait eu la syphilis. Les premiers symptômes de maladie mentale résultant d’une infection syphilitique ont tendance à apparaître environ 15 ans après la première exposition. Bien que l'échelle de temps de progression de la maladie ne soit jamais absolue, pour qu'Albert Victor ait souffert de folie syphilitique en 1888, il aurait probablement dû être infecté à l'âge de neuf ans vers 1873, six ans avant sa visite aux Antilles. Stowell a affirmé que son suspect est incarcéré dans un établissement psychiatrique, alors qu'Albert Victor servait dans l'armée britannique, faisait des apparitions publiques régulières et rendait visite à des amis dans des maisons de campagne. Des articles de journaux, le journal de la reine Victoria, des lettres familiales et des documents officiels prouvent qu'Albert Victor assistait à des fonctions publiques, ou rencontrait des membres de la famille royale étrangère, ou se trouvait à des centaines de kilomètres de Londres au moment de chacun des cinq meurtres canoniques.
Le 5 En novembre 1970, Stowell écrit au Times pour nier avoir eu l'intention de sous-entendre que le prince Albert Victor est Jack l'Éventreur. La lettre est publiée le 9 Novembre, le lendemain de la mort naturelle du vieux Stowell. La même semaine, le fils de Stowell a déclaré qu'il avait brûlé les papiers de son père, affirmant : « J'en ai lu juste assez pour m'assurer qu'il n'y avait rien d'important. » 

### Les revendications de Joseph Gorman
Bien que l'hypothèse de Stowell soit incorrecte, son article a ravivé l'intérêt pour l'affaire Jack l'Éventreur, et en 1973, la BBC a lancé une série télévisée, Jack l'Éventreur, qui enquêtait sur les meurtres de Whitechapel. La série mélangeait documentaire et drame ; elle présentait des preuves réelles mais est animée par les détectives fictifs Barlow et Watt, interprétés respectivement par Stratford Johns et Frank Windsor. La série est transformée en livre, The Ripper File, par Elwyn Jones et John Lloyd en 1975. Le sixième et dernier programme comprenait un témoignage de Joseph Gorman, qui se faisait appeler Joseph Sickert et prétendait être le fils illégitime du célèbre peintre Walter Sickert. Gorman a affirmé que Sickert lui avait raconté une histoire qui impliquait non seulement la famille royale mais aussi une foule d'autres personnes célèbres dans les meurtres. Selon Gorman, Gull aurait commis les meurtres avec l’aide de complices. Stowell avait mentionné des rumeurs impliquant Gull dans son article, mais les avait rejetées comme étant injustes et fausses.
Gorman a déclaré que sa grand-mère catholique avait secrètement épousé Albert Victor et que sa mère, en tant que fille légitime d'Albert Victor, est l'héritière légitime du trône. Il a affirmé que les meurtres de l'Éventreur  sont mis en scène dans le cadre d'une conspiration visant à étouffer tout scandale potentiel en assassinant quiconque est au courant de la naissance.

## Contenu

### L'histoire de Gorman

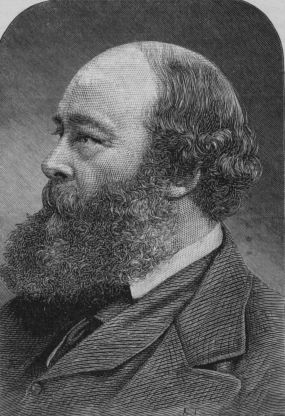
Lord Salisbury est Premier ministre au moment des meurtres.

Le livre commence avec Knight expliquant comment il a rencontré Joseph Gorman, puis il raconte l'histoire de Gorman qui « n'est pas venue dans un ordre clair, précis et chronologique, mais j'ai dû la glaner à partir de discussions décousues et parfois vagues ». Gorman affirme que la mère d'Albert Victor, la princesse Alexandra, a présenté Walter Sickert à son fils dans l'espoir que Sickert lui enseigne l'art. Gorman affirme qu'Albert Victor a rencontré l'un des modèles de Sickert, Annie Elizabeth Crook, une vendeuse catholique, dans l'atelier de Sickert au 15 Cleveland Street, à Londres. Ils ont une liaison, dit-il, et se sont mariés lors d'une cérémonie secrète avec Sickert et l'amie d'Annie, Mary Jane Kelly, comme témoins. Gorman allègue que la fille d'Albert Victor et d'Annie, Alice Margaret Crook, est née le 18 En avril 1885, Albert Victor installe Annie et Alice dans un appartement de Cleveland Street. En avril 1888, poursuit Gorman, la reine Victoria et le Premier ministre britannique Lord Salisbury découvrent le secret d'Albert Victor. Gorman accuse Salisbury d'avoir ordonné une descente dans l'appartement parce qu'il craignait que la connaissance publique de l'existence d'un héritier catholique potentiel au trône n'entraîne une révolution. Gorman affirme qu'Albert Victor est placé sous la garde de sa famille, tandis qu'Annie est placée sous la garde de Sir William Gull, qui a certifié sa folie ; elle a passé les 30 années suivantes à entrer et sortir d'institutions avant de mourir en 1920.
Pendant ce temps, Gorman allègue que Kelly s'occupait de sa fille, Alice, pendant et après le raid. Gorman affirme qu'au début Kelly s'est contentée de cacher l'enfant, mais qu'ensuite, avec ses amies Mary Ann Nichols, Annie Chapman et Elizabeth Stride, elle a décidé de faire chanter le gouvernement. Gorman accuse Salisbury d'avoir conspiré avec ses collègues francs-maçons, y compris des policiers de haut rang de la police métropolitaine de Londres, pour mettre fin au scandale en mettant en scène les meurtres des femmes. Gorman dit que Salisbury a confié la tâche à Gull, qui a attiré les quatre femmes individuellement dans une voiture où Gull les a assassinées avec l'aide du cocher John Netley et de Sir Robert Anderson, commissaire adjoint de Scotland Yard. Gorman affirme qu'une cinquième victime, Catherine Eddowes, est tuée accidentellement dans un cas d'erreur d'identité parce qu'elle utilisait le pseudonyme de Mary Ann Kelly et est confondue avec Mary Jane Kelly. Gorman affirme que Netley a tenté de tuer la jeune Alice à deux reprises, mais qu'après la deuxième tentative infructueuse, plusieurs témoins ont poursuivi Netley, qui s'est jeté dans la Tamise et s'est noyé. Gorman complète l'histoire en disant qu'Alice a vécu jusqu'à un âge avancé, devenant plus tard la maîtresse de Walter Sickert, et qu'Alice et Walter Sickert sont ses parents.

### L'enquête de Knight
Knight explique qu'au début, il n'a pas cru à l'histoire sensationnelle de Gorman, qui semblait « absurde, quoique divertissante », mais qu'il en est tellement fasciné qu'il a dû enquêter davantage. Français En décrivant le déroulement de son enquête, Knight révèle une série de coïncidences : la mère d'Albert Victor et Alice Crook sont toutes deux sourdes ; la mère d'Albert Victor et Walter Sickert sont tous deux danois ; Sickert est obsédé par l'Éventreur ; les meurtres ont pris fin avec la mort de Mary Kelly ; il y avait un sentiment républicain croissant au moment des meurtres, ainsi que des préjugés anti-catholiques ; une femme nommée « Elizabeth Cook », qui, selon Knight, pourrait être Annie Elizabeth Crook mal orthographiée, vivait au 6 Cleveland Street ; Annie Crook est institutionnalisée ; des rumeurs de l'époque lient le prince Albert Victor à un scandale de Cleveland Street ; Gull aimait le raisin, et l'une des victimes en mangeait peut-être au moment de sa mort ; Gull correspond à la description d'un médecin anonyme accusé par le clairvoyant Robert James Lees, qui prétendait avoir identifié l'Éventreur en utilisant des pouvoirs psychiques.
Finalement, à mesure que les coïncidences circonstancielles s'accumulent, Knight devient convaincu que l'histoire de Gorman est vraie. Le manque de preuves tangibles, affirme-t-il, est dû à une dissimulation gouvernementale et à une mauvaise orientation délibérée de l'enquête policière. Pour étayer les allégations d'une conspiration maçonnique, il relève des similitudes supposées entre les meurtres de Jack l'Éventreur et les meurtres rituels maçonniques présumés, et accuse Sir Charles Warren, commissaire de police, d'avoir détruit des preuves pour protéger ses amis francs-maçons. Knight souligne que Stowell, qui est apparemment la première personne à suggérer l'implication d'Albert Victor et de Gull dans les meurtres, est un franc-maçon.

## Accueil critique
Les critiques de l'époque de la première publication ont accueilli le livre avec un scepticisme et une satire non dissimulés, mais ont estimé que Knight avait présenté son cas improbable avec ingéniosité. Quentin Bell a écrit dans le supplément littéraire du Times : « [Le livre] commence courageusement et équitablement en présentant la plus grande partie du cas de l'auteur et en admettant d'emblée que « tout cela semble terriblement improbable ». C'est le cas. »  Medical History a déclaré : « Malgré l'ingéniosité de l'auteur, le cas ne résiste pas à une analyse minutieuse et critique et n'est pas plus « définitif » que ses nombreux prédécesseurs. »  Depuis lors, des universitaires de plusieurs disciplines ont rejeté l'histoire de Gorman comme une fantaisie ridicule et ont mis en évidence de nombreux faits qui contredisent la version des événements présentée par Knight,,.

Annie Crook est une vraie personne et a eu une fille, Alice, née le 18 Avril 1885 à l'hospice de St Marylebone, et Joseph Gorman est le fils d'Alice. Cependant, il n'existe aucune preuve à l'appui de l'affirmation de Gorman selon laquelle son père est Walter Sickert. Gorman est l'un des cinq enfants nés du mariage d'Alice Margaret Crook et de William Gorman. De plus, selon Trevor Marriott, un expert de l'affaire Jack l'Éventreur, Alice « a dû être conçue entre 18 ans et 19 ans ». Juillet et 11 Août 1884". Albert Victor est à Heidelberg de juin à août 1884 ; il n'était donc pas à Londres au moment de la conception d'Alice et ne pouvait pas être son père. Le nom du père d'Alice n'a pas été mentionné sur son certificat de naissance, mais à l'âge adulte, Alice a affirmé que son père est William Crook. William Crook est également le nom de son grand-père. L'expert de Ripper, Don Rumbelow, a suggéré que le nom du père d'Alice est omis de son certificat de naissance soit parce qu'elle est illégitime, soit pour dissimuler une relation incestueuse entre sa mère, Annie, et son grand-père, William. Il n'existe aucune trace d'un mariage entre Albert Victor et Annie Crook; même si un tel mariage avait eu lieu, il aurait été invalide en vertu du droit britannique en raison de la loi sur les mariages royaux de 1772, qui annule tout mariage contracté par un membre de la famille royale sans le consentement du souverain. Tout enfant issu d’un mariage invalide est considéré comme illégitime et exclu de la ligne de succession. Gorman a affirmé que sa grand-mère est catholique, bien que les archives prouvent que cela est faux. Si elle l'avait été et si elle avait épousé Albert Victor, lui et leur enfant auraient été exclus de l'héritage du trône en vertu de l'Act of Settlement 1701, qui excluait les catholiques et les protestants qui épousaient des catholiques de la ligne de succession.

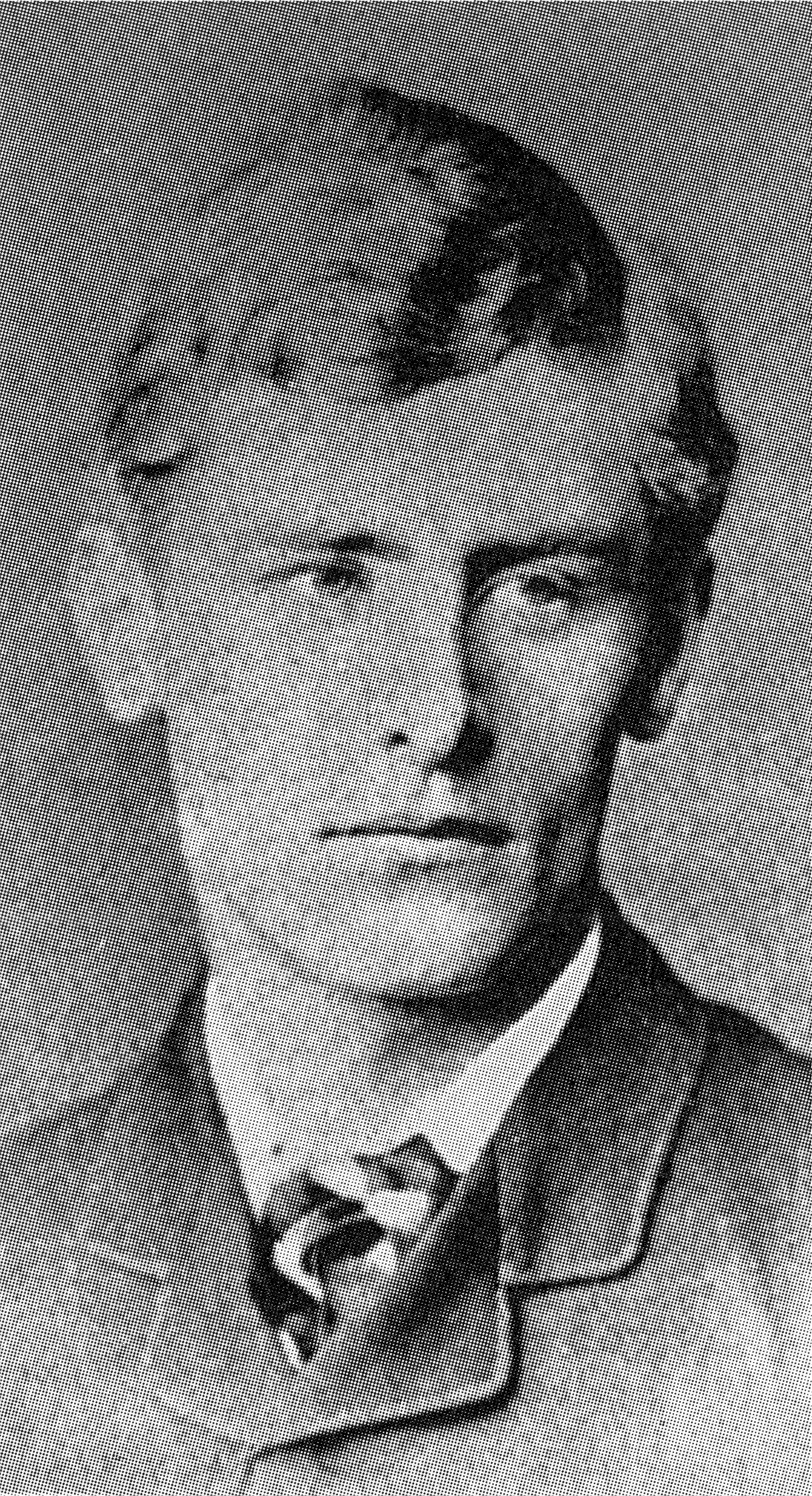
Walter Sickert, vers 1884

La version des événements donnée par Gorman comporte également de nombreux problèmes. Un appartement au 6 Cleveland Street n'a pas pu être perquisitionné en avril 1888, car à cette époque les numéros 4 à 14 Cleveland Street  sont démolis et la maison n'existait plus. Annie et Alice n'étaient pas soutenues par un mécène riche, tel qu'Albert Victor, mais sont des pauvres qui vivaient occasionnellement dans des hospices. Annie n'a pas été internée pour cause de folie mais à cause d'une épilepsie récurrente. Les victimes de l'Éventreur n'étaient pas connues entre elles ni avec Annie Crook, qui vivait de l'autre côté du centre de Londres. Même s'ils avaient connu la princesse ou son enfant, il est peu probable que leur histoire d'illégitimité royale soit crue, donc toute tentative de leur part de révéler le prétendu scandale aurait été tout simplement rejetée. Gull a pris sa retraite en 1887 après avoir été victime d'un accident vasculaire cérébral qui l'a laissé temporairement partiellement paralysé et incapable de parler. Gull s'est rétabli, mais il a subi d'autres attaques avant sa mort en 1890. De plus, ni Lord Salisbury, ni Sir James Anderson, ni Sir William Gull n'étaient francs-maçons, et il n'existe aucune preuve documentaire reliant Netley aux autres suspects, et il ne s'est pas non plus noyé dans la Tamise. Il est effectivement tué en 1903 après être tombé sous les roues de sa propre camionnette. Les preuves médico-légales indiquent que les corps des victimes n'ont pas été déplacés et n'ont donc pas été disséqués dans un chariot puis transportés à l'endroit où ils sont découverts. Certaines des rues où les victimes sont retrouvées sont trop étroites pour une voiture. Sickert n'avait pas d'atelier dans Cleveland Street, et il n'y a aucune preuve qu'il ait connu la princesse de Galles. Anderson se trouvait en Suisse au moment du double meurtre et n'était donc pas l'un des auteurs.
Knight a reconnu qu'il y avait des problèmes avec les affirmations de Gorman, mais il les a « soit mal interprétées, soit délibérément ignorées ». Knight a admis que certaines parties de l'histoire de Gorman sont fausses, mais a affirmé que de telles erreurs constituaient « un soutien plus fort au fait qu'il disait la vérité ». Réalisant que l'absence d'Anderson en Suisse signifiait qu'Anderson ne pouvait pas avoir été complice, Knight considéra Walter Sickert comme un coupable beaucoup plus probable qu'Anderson et suggéra qu'il est le « troisième homme » à participer aux crimes. Ce n’était pas la première accusation portée contre Sickert. Il avait déjà été mentionné comme suspect potentiel dans le livre de Donald McCormick, L'Identité de Jack l'Éventreur, paru en 1959. Cependant, Sickert est en France avec sa mère et son frère à la fin de l'été 1888, et il est peu probable qu'il ait été à Londres au moment d'au moins quatre des meurtres. Après que Knight ait impliqué Sickert, Joseph Gorman a retiré son témoignage, admettant au journal The Sunday Times que « c'était un canular ... un mensonge énorme ».
Colin Wilson, ami de Knight et aficionado de Ripper, pensait que l'histoire est « un non-sens évident »  mais peu de temps après la mort tragique et précoce de Knight d'une tumeur cérébrale, il écrivit pour sa défense : « il a écrit le livre avec ironie, puis s'est retrouvé pris dans un succès qui l'a empêché de se rétracter ou de le renier tranquillement. » 

## Influence
Malgré ses nombreuses incohérences, la théorie du complot de Knight et Gorman a captivé l'imagination d'autres auteurs, qui ont apporté d'autres modifications à l'histoire. Par exemple, dans The Ripper and the Royals (Londres : Duckworth, 1991) de Melvyn Fairclough, il est affirmé que Lord Randolph Churchill est le « troisième homme » , bien que Fairclough ait plus tard renié son propre livre et déclaré aux journalistes qu'il « ne croyait plus à cette théorie » . Andy Parlour, Sue Parlour et Kevin O'Donnell, auteurs de The Jack the Ripper Whitechapel Murders (St. Osyth, Essex : Ten Bells Publishing, 1997), ont supposé que Mary Jane Kelly est enceinte de l'enfant d'Albert Victor au lieu d'Annie Crook. Ces livres, ainsi que d'autres qui font passer Sickert du statut de complice averti à celui de Jack l'Éventreur lui-même, comme Sickert and the Ripper Crimes (Oxford : Mandrake, 1990) de Jean Overton-Fuller et Portrait of a Killer (2002) de Patricia Cornwell, sont commercialisés comme des livres de non-fiction, mais ils sont presque universellement rejetés comme des fantasmes dérivés basés sur l'analyse initiale erronée de Knight,,,.
La théorie du complot décrite dans Jack l'Éventreur : La Solution finale est romancée dans deux pièces : Force and Hypocrisy (1986) de Doug Lucie  et Sherlock Holmes and the Ripper Murders de Brian Clemens ,. Quatre films ont utilisé des éléments de cette théorie : Murder by Decree, Jack the Ripper, The Ripper et From Hell des frères Hughes, qui est basé sur un roman graphique du même nom d'Alan Moore et de l'artiste Eddie Campbell.
La théorie de Knight apparaît dans le dernier livre de la série Riverworld de Philip José Farmer, Gods of Riverworld, et les romans utilisant le livre de Knight comme base incluent Death at Whitechapel de Robin Paige.